# Hans V. Engström
Hans Vollart Engström, född 24 februari 1949 i Enskede församling i Stockholm, död 5 augusti 2014 i Hägerstens församling i Stockholm, 
var en svensk skådespelare.

## Biografi
Engström utbildade sig först till timmerman, men ändrade sig sedan för att inrikta sig på skådespelaryrket. Han studerade vid Calle Flygares teaterskola och senare vid Scenskolan i Stockholm 1968–1971. Under studietiden debuterade han i Håkan Ersgård drama Konfrontation. Han engagerades därefter vid Riksteatern och dess Västeråsensemble 1971 och därefter vid Scalateatern. Han spelade 1973 i Jarlateaterns uppsättning av Godspell som sedan turnerade med Riksteatern och 1975 engagerades han vid Stockholms stadsteater, vars fasta ensemble han i stort sett tillhört sedan dess.
Efter att ha medverkat i några filmer under 1980-talet, däribland Suzanne Ostens Mamma (1982), slog han igenom brett i rollen som Uno Kronkvist i TV-serien Rederiet. Engström spelade rollen under hela seriens gång 1992–2002 och bidrog i hög grad till att utforma rollfiguren. Engström medverkade även i ett antal reklamfilmer samt var med i Beck-filmen Beck – Den japanska shungamålningen där han spelade konstsamlaren Jovan Andrecz.
Dödsorsaken ska ha varit leversvikt efter en tids sjukdom. Han är gravsatt i minneslunden på Skogskyrkogården i Stockholm.

## Filmografi
- 1969 – Konfrontation
- 1970 – På rymmen med Pippi Långstrump
- 1981 – Det stora barnkalaset
- 1982 – Mamma
- 1985 – Korset (TV-serie)
- 1986 – Den nervöse mannen
- 1986 – Fläskfarmen
- 1991 – Storstad (TV-serie)
- 1992–2002 – Rederiet (TV-serie)
- 1999 – Nya lögner
- 2004 – Kvinnor emellan (TV-serie)
- 2005 – Hotelliggaren
- 2007 – Beck – Den japanska shungamålningen

## Teater

### Roller (ej komplett)
| År   | Roll             | Produktion                                         | Regi                       | Teater                 |
| ---- | ---------------- | -------------------------------------------------- | -------------------------- | ---------------------- |
| 1971 | Medverkande      | Kar de Mummas nyårsrevy, revy Kar de Mumma         | Hasse Ekman                | Folkan                 |
| 1973 |                  | Godspell John-Michael Tebelak och Stephen Schwartz | Jonnie Christen Klaus Pagh | Jarlateatern           |
| 1982 |                  | Aniara Harry Martinson                             | Helge Skoog                | Stockholms stadsteater |
| 1987 | Gurun            | Furstespegel Per Olov Enquist och Anders Ehnmark   | Sven Wollter               | Stockholms stadsteater |
| 1997 | Hotelldirektören | Hotelliggaren Ray Cooney                           | Bo Hermansson              | Chinateatern           |